# Об'єкт 681
Об'єкт 681 — дослідна радянська бойова машина піхоти. Розроблена в КБ Курганмашзаводу. Серійно не вироблялася.

## Історія створення
У 1972 ріку в конструкторських бюро Челябінського тракторного заводу і Курганського машинобудівного заводу було розпочато роботи з глибокої модернізації БМП-1, метою якої було усунення негативного досвіду роботи з БМП-1, а також підвищення тактико-технічних характеристик машини в цілому.
У ході робіт, від Курганмашзаводу як один з варіантів у 1972 був запропонований Об'єкт 680. У 1974у, був запропонований другий дослідний зразок Об'єкт 675. Проте, багато військових фахівців скептично оцінювали можливості 30-мм автоматичної гармати 2А38. Тому, як компромісний варіант у конструкторському бюро Курганмашзаводу на базі дослідної БМП «Об'єкт 680» в 1977 ріку створена бойова машина піхоти з позначенням «Об'єкт 681», в якій було встановлено 73-мм знаряддя-пускова установка. В результаті, після 8 років тривалого аналізу та порівнянь різних запропонованих варіантів та модифікації, переможця конкурсу не було виявлено. Випуск БМП-1 був продовжений, а паралельно невеликими серіями став випускатися Об'єкт 675. Від Об'єкта 681 відмовилися і роботи над машиною були припинені.

## Опис конструкції

### Броньовий корпус та башта
Башта та корпус складалися із зварених броньових катаних листів. У носовій частині праворуч розташовувалася силова установка. Десант із семи осіб розташовувався в задній частині корпусу і поспішав через люки в кормі.

### Озброєння
Як основне озброєння використовувався гладкоствольний напівавтоматичний гранатомет «Зірниця», що являв собою модернізовану версію зброї 2А28 «Гром» з подовженим стволом.
Зброя була встановлена у башті, боєкомплект становив 40 пострілів. «Зірниця» була забезпечена електромеханічним двоплощинним стабілізатором озброєння.
Із «Зірницею» був спарений 12,7-мм зенітний кулемет з боєкомплектом у 500 набоїв. Також на машині було встановлено 7,62-мм кулемет ПКТ. Боєзапас якого становив 2400 набоїв.

## Збережені екземпляри
На сьогоднішній день єдиний досвідчений зразок, що зберігся, знаходиться в Бронетанковому музеї в місті Кубінка.

### Галерея

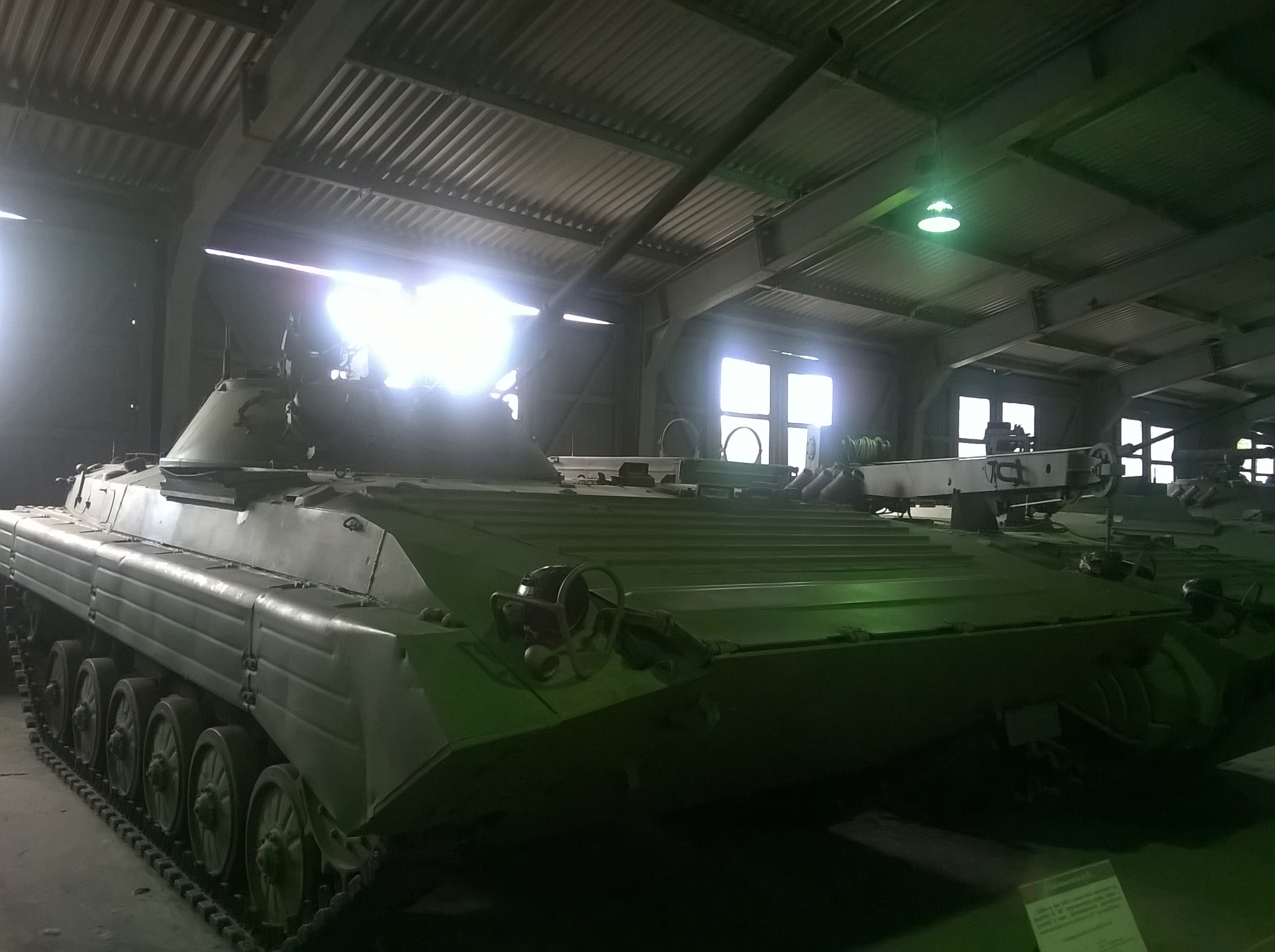
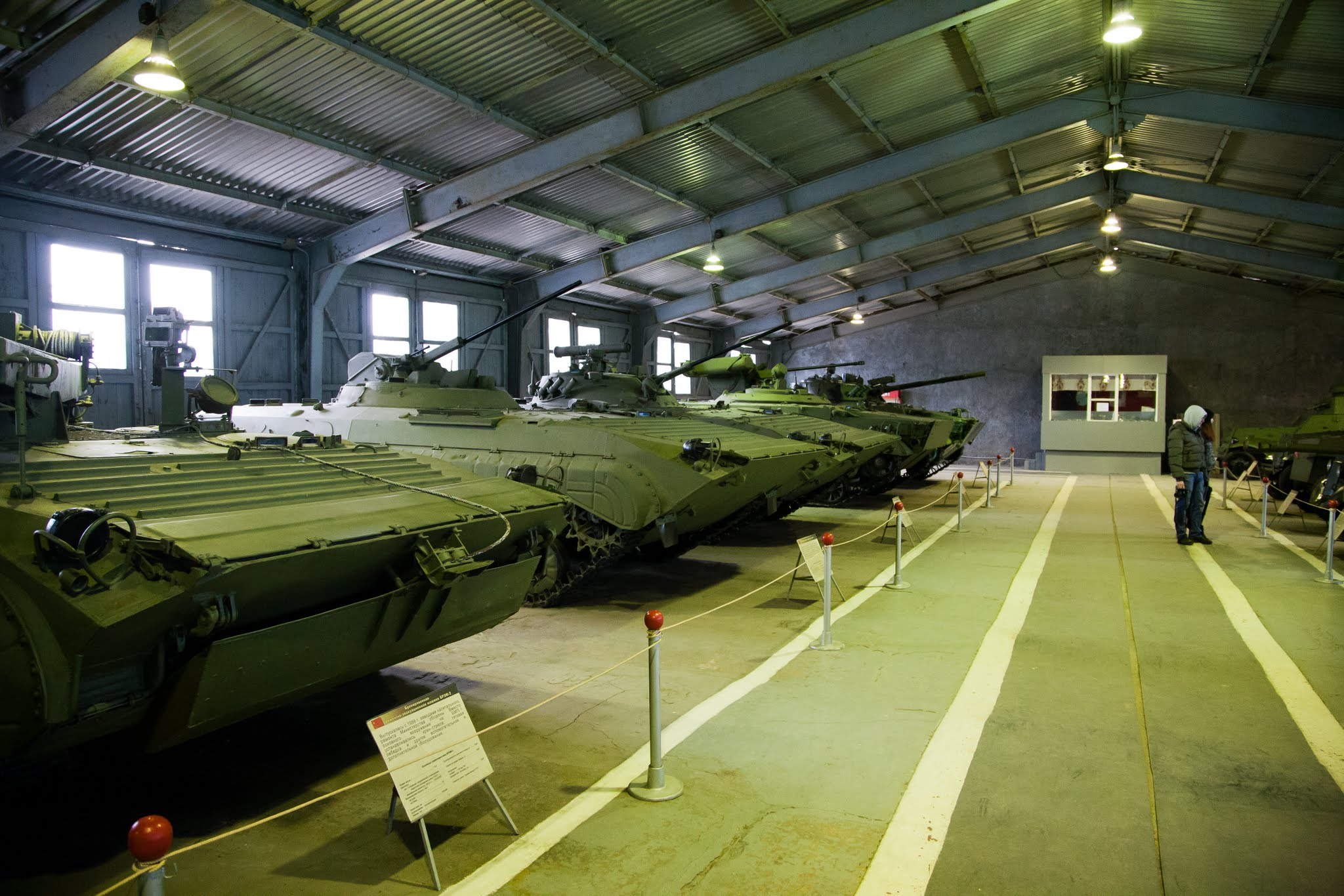